# Nils Banér

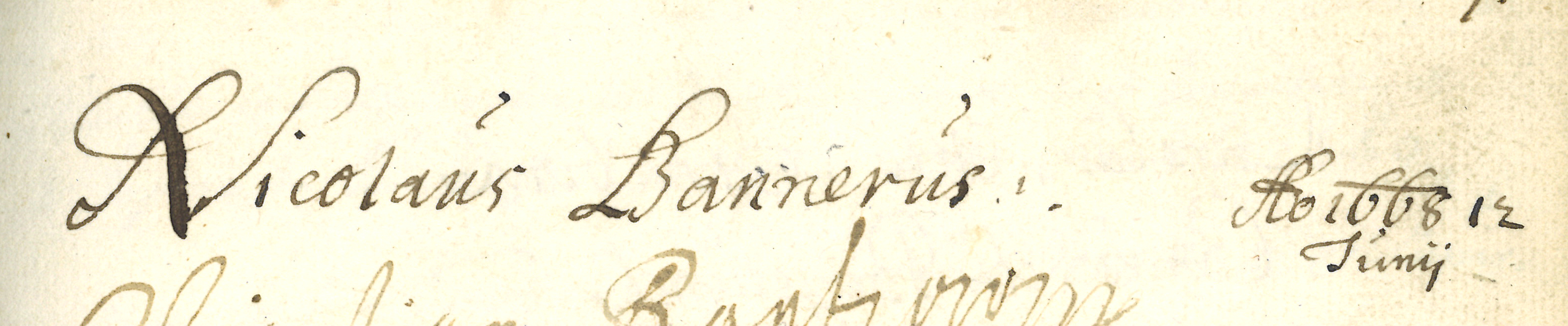
Nils Banérs latiniserade namnteckning i Lunds universitets inskrivningsmatrikel från 1668.

Nils Banér, född 1654, död den 29 oktober 1684 i London, var en svensk friherre, rector illustris och konvertit, som avled i en uppmärksammad duell.
Nils Banér var tredje barn och äldste son till fältmarskalken och riksrådet Gustaf Persson Banér och dennes första hustru Brita Bielke. Under faderns tid som generalguvernör över Skåne inskrevs sonen 1668 som student vid det nygrundade Lunds universitet. Här hedrades han vårterminen 1670 med att väljas till universitetets förste rector illustris, och omvaldes som sådan även höstterminen samma år. Vid detta omval uttryckte professorerna sin uppskattning av Banérs "under förra halfåret ådagalagde stora nit och berömlige förtjenster om alla academiæ angelägenheter".
Efter tiden i Lund tjänstgjorde Banér en period (från 1677) som extra ordinarie kanslist vid det kungliga kansliet i Stockholm innan han gav sig ut på en långresa i Europa. Under denna resa kom han under inflytande av katolicismen och konverterade till denna i Wien. Efter religionsbytet kunde han inte längre återvända till hemlandet och hamnade i stället så småningom i London.
I den brittiska huvudstaden blev Banér involverad i en kärleksrelation med den något äldre fransk-italienska hertiginnan Hortense Mancini, systerdotter till den franske försteministern kardinal Mazarin och en av kung Karl II:s mätresser. Härigenom gjorde han sig på något sätt till ovän med Mancinis systerson, prins Philippe av Savojen-Soissons (en bror till den sedermera berömde fältherren Eugen av Savojen). Konflikten resulterade i en duell i Hyde Park där Banér sårades så allvarligt i buken att han avled. Han begravdes i St Martin-in-the-Fields. Händelsen rapporterades hem till Sverige av den svenske envoyén i London Johan Leijonbergh. Hortense Mancini skall, enligt hennes förtrogne Charles de Saint-Évremond, ha varit så förtvivlad över sin svenske älskares död att hon övervägde att gå i kloster.